# Nuraghe Sirai
Il nuraghe Sirai è un sito archeologico situato nel Sulcis, regione storica della Sardegna sud-occidentale, appartenente al comune di Carbonia, nei pressi dell'omonima frazione.
Nuraghe complesso di tipo polilobato(ancora incerto il numero esatto delle torri, essendo in fase di scavo, si pensa siano almeno 5), si erge su una piana prospiciente la città di Carbonia, ai piedi del monte Sirai. Edificato tra il XV ed il XIV secolo a.C., è composto da diverse torri che circondano un alto mastio, fulcro visivo della zona. Le torri, insieme alla loro spessa cortina muraria, formano un primo cortile interno.
Il nuraghe è circondato da un vasto villaggio nuragico, che ha la particolarità di fondere il tipico stile di costruzione nuragico con alcuni elementi fenici, possibile segno di una convivenza, intorno all'VIII secolo a.C., delle due popolazioni. Sui costoni del nuraghe sono state individuate delle aree terrazzate adibite al culto e alle produzioni manifatturiere; di particolare rilevanza e interesse le lavorazioni del vetro e la concia e lavorazione delle pelli.
Il nuraghe e il villaggio nuragico circostante, di indubbia importanza per le sue peculiarità, sono attualmente in fase di scavo al fine di rendere fruibile la visita turistica delle loro antiche vestigia.

## Galleria d'immagini

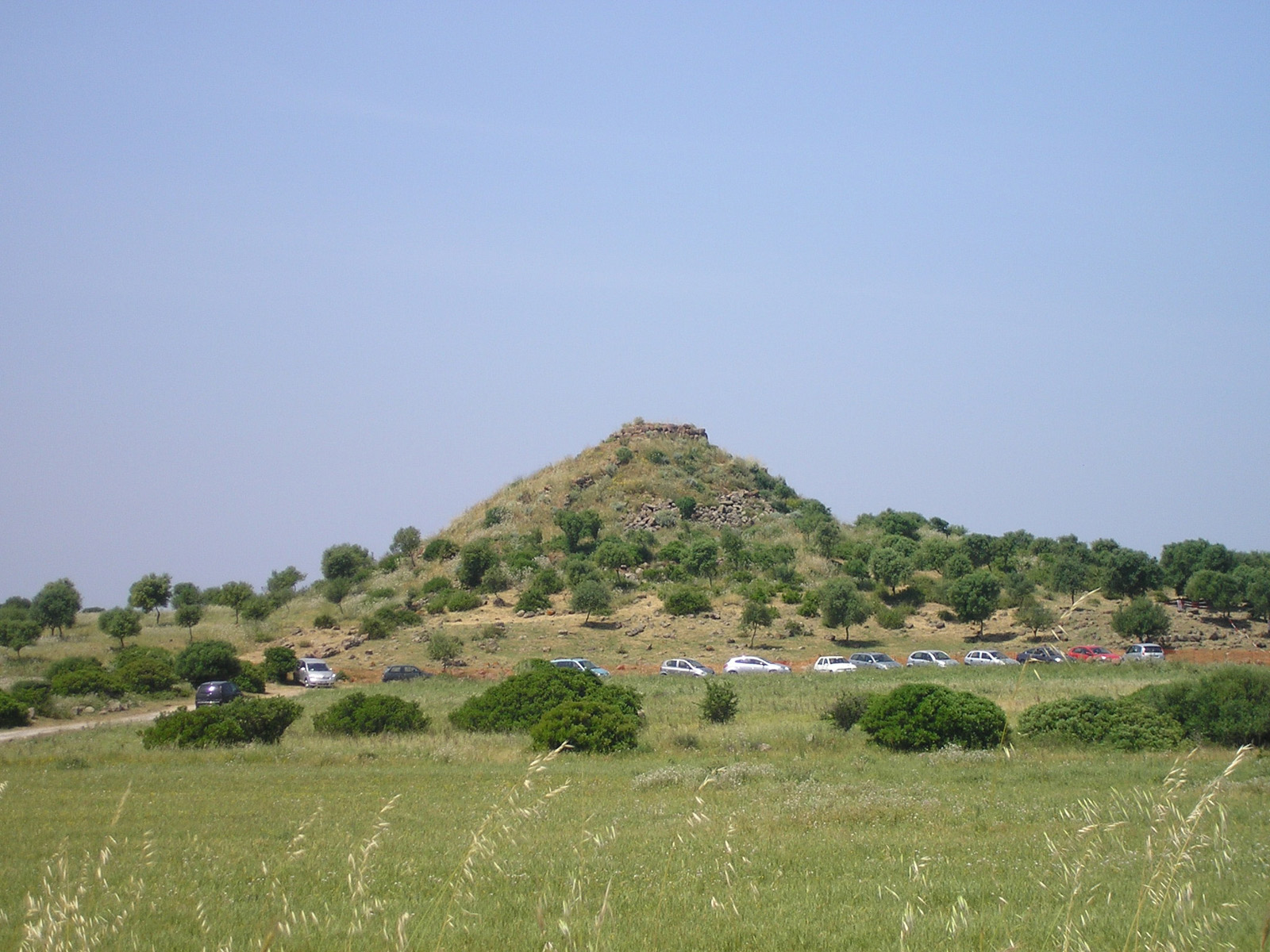
Il sito prima degli scavi
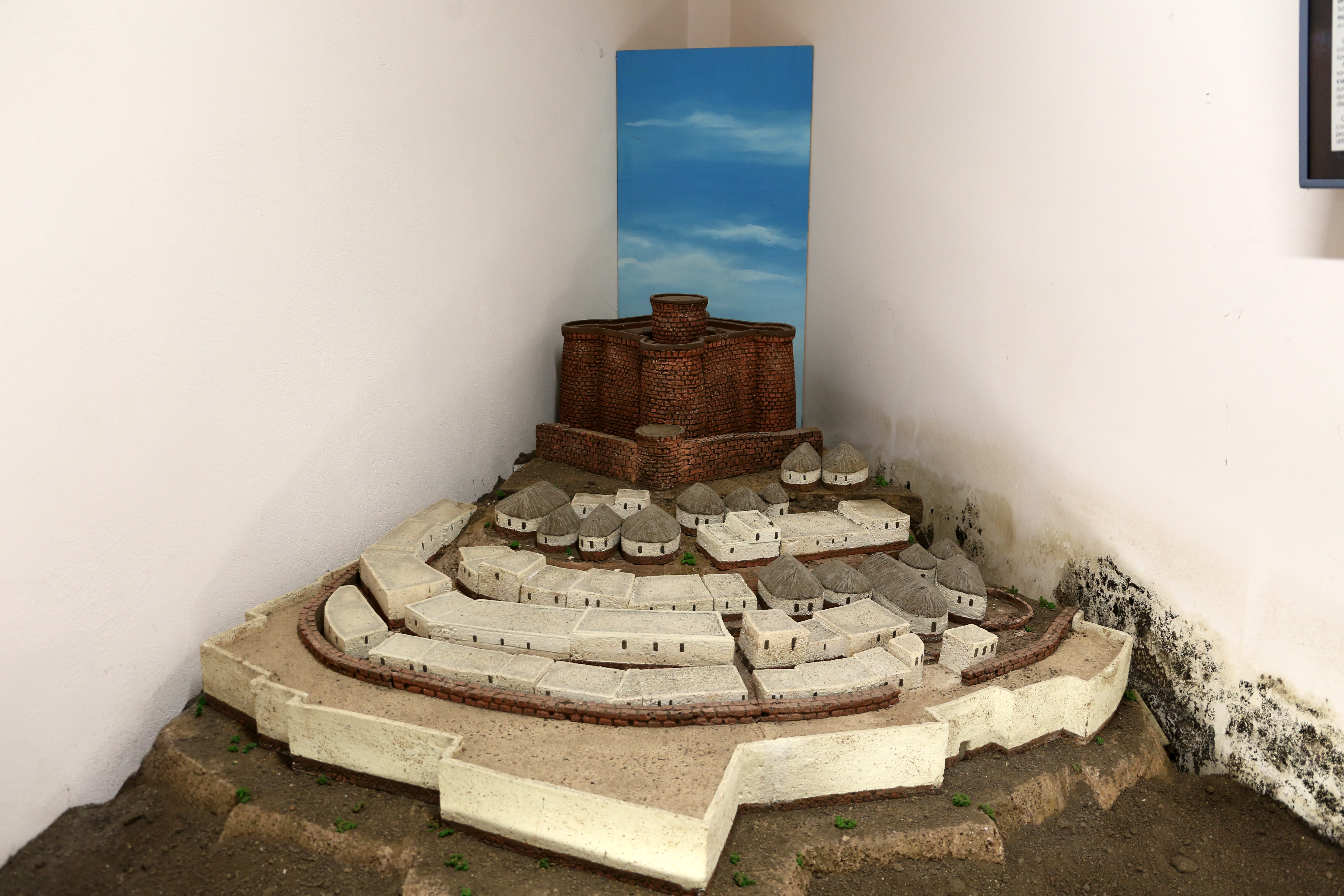
Ricostruzione ipotetica della fortezza del nuraghe Sirai